# En Szemer
En Szemer (hebr. עין שמר) – kibuc położony w Samorządzie Regionu Menasze, w dystrykcie Hajfa, w Izraelu. Członek Ruchu Kibucowego (Ha-Tenu’a ha-Kibbucit).

## Położenie
Leży na południe od masywu Góry Karmel, w pobliżu miasta Hadera.

## Historia
Kibuc został założony w 1927 roku.

## Gospodarka
Gospodarka kibucu opiera się na intensywnym rolnictwie.

## Transport
Na południe od kibucu znajduje się baza lotnicza En Szemer, która jest wykorzystywana także do celów cywilnych.